# Jan Šmarda (lékař)
Jan Šmarda (* 29. srpna 1930, Tišnov – 16. února 2021, Brno) byl český lékař, mikrobiolog, pedagog a spisovatel.
Byl bratrancem básníka Ivana Blatného a od roku 1969, kdy ze služební cesty a ze setkání s Blatným dovezl plnou moc, jej zastupoval v Československu, stejně tak i jeho otce Lva Blatného. Jeho otcem byl přírodovědec Jan Šmarda a strýcem přírodopisec František Šmarda. Jeho synem je přírodovědec Jan Šmarda.

## Biografie
Jan Šmarda se narodil v roce 1930 v Tišnově, ale už v roce 1946 se rodina přestěhovala za otcovou novou prací univerzitního profesora do Brna. Jan Šmarda nastoupil do gymnázia na Křenové ulici v Brně a to v roce 1949 dokončil. Následně nastoupil na Lékařskou fakultu Masarykovy univerzity, kde studoval mezi lety 1949 a 1955, kde se díky oblibě profesora Ferdinanda Herčíka stal dobrovolným pomocníkem na ústavu biologie (od roku 1950, mezi lety 1954 a 1955 už jako pomocný pedagog). Po ukončení studia měl být umístěn v Bratislavě, ale prof. Herčík jej nechal umístit zpět na fakultu, kde Šmarda pokračoval ve vědecké práci. Z politických důvodů nemohl vycestovat a to ani na studijní pobyt do Dallasu. Věnoval se také výuce, mezi lety 1955 a 1967 jako vědecký asistent a od roku 1968 do roku 1990 jako docent. V roce 1963 se stal kandidátem věd a roku 1966 byl habilitován docentem, v roce 1989 se stal také doktorem věd. Mezi lety 1973 a 1975 externě vyučoval na Lékařské fakultě v Plzni. V roce 1990 byl jmenován profesorem. Mezi lety 1989 a 1997 byl proděkanem Lékařské fakulty MU. V roce 1998 byl jmenován emeritním profesorem Lékařské fakulty.
Věnoval se primárně výzkumu bakteriocinů, ultrastrukturální morfologie sinic a výzkumu buněčné stěny cyanofyt. Do roku 1999 publikoval 149 vědeckých prací, napsal 10 učebnic a 18 skript. Celkem publikoval 691 prací. Byl členem České biologické společnosti a České mikrobiologické společnosti. Věnoval se také rozboru literárních a básnických děl svého bratrance Ivana Blatného. Mezi lety 1972 a 1985 provozoval na Lékařské fakultě Galerii Antonína Trýba.
V roce 1980 obdržel bronzovou medaili Lékařské fakulty MU, v roce 1990 zlatou pamětní medaili Lékařské fakulty MU, v roce 1995 Zlatou medaili Masarykovy univerzity, v roce 1997 pamětní medaili Lékařské fakulty MU, v roce 1997 medaili Ministerstva školství ČR, v letech 1988 a 1990 získal Pamětní medaili Jana Evangelisty Purkyně, v roce 1979 Cenu Předsednictva české lékařské společnosti Jana Evangelisty Purkyně, v roce 1994 cenu rektora za nejlepší vědeckou práci, cenu Talent 1995 od MŠMT ČR za dlouhodobou podporu talentů, Cenu ministra školství v roce 1997, v roce 2000 získal Cenu města Brna za přírodní vědy, v roce 2004 Pamětní medaili Gregora Mendela a v roce 2006 medaili Františka Patočky.